# Damon Douglas
Pour les articles homonymes, voir Douglas.
Damon Douglas, né le 20 avril 1952 à La Nouvelle-Orléans, en Louisiane, aux (États-Unis), et mort le 29 octobre 2006 à Long Beach, en Californie, aux (États-Unis), est un acteur américain.

## Filmographie
- 1973 : Trouble Comes to Town (TV) : Darren Fox
- 1973 : The Girls of Huntington House (TV) : Harold
- 1974 : The Phantom of Hollywood (TV) : Andy
- 1974 : Les Rues de San Francisco (série TV) : jeune témoin (saison 3, épisode 12 Permis de tuer)
- 1976 : The Four Deuces : Buroughs
- 1976 : Baby Blue Marine (en) de John D. Hancock : Dobbs
- 1976 : C'est arrivé entre midi et trois heures (From Noon Till Three) : Boy
- 1976 : Les Baskets se déchaînent (Massacre at Central High) : Paul
- 1978 : Skateboard : Scott
- 1978 : The Bastard (TV)
- 1978 : Our Winning Season : Miller
- 1978 : Colorado ("Centennial") (feuilleton TV) : William Savage (chapter 5)
- 1983 : Reuben, Reuben, ou la vie d'artiste (Reuben, Reuben) : Tad Springer